# Rạp Fafilm Cinema
Rạp Fafilm Cinema là rạp chiếu bóng nằm ngay ngã tư Sở nên vị trí bị khuất, nhiều người không biết đến dù ở ngay cạnh đó. Trước đây, khi cầu vượt chưa xây dựng, việc đi lại dễ dàng thuận tiện hơn, nay thì càng khó nhìn. Rạp có nhiều thể loại phim phong phú, rạp được đầu tư hình ảnh âm thanh tốt, chỗ để xe rộng rãi.
Điện thoại: 043.8531201
Địa chỉ: 19 Nguyễn Trãi, Quận Thanh Xuân, Hà Nội